# تسنيم طه

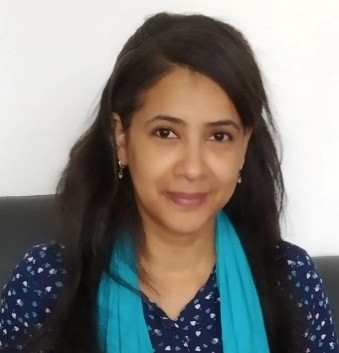
تسنيم طه في 2022

قاصة وروائية ومترجمة من السودان تُشارك في ترجمة أعمال أدبية من الفرنسية إلى العربية وتعمل حاليا موظفة بإحدى البعثات العربية الدبلوماسية في باريس،
تكتب تسنيم باللغتين العربية والفرنسية، ولها مدونة تنشر فيها أعمالها و تعمل على ترجمة بعض نصوصها إلى اللغة الفرنسية. حسب إفادتها لديها العديد من القصص غير المنشورة المستقرة بين دفاترها.

## حياتها وبداياتها الادبية
ولدت في مدينة شندي، شمال السودان عام 1982م عاشت سنوات طفولتها الأولى بالكويت التي خرجت منها بعد حرب الخليج الثانية 1990م. منذ صغرها،اهتمت بالتدوين وكتابة اليوميات كوسيلة لحفظ الذكريات. بالإضافة لذلك بدأت في خوض تجربة الكتابة القصصية بعد تخرجها قراءة العديد من كتب الأدب.
في عام 2007م، كتبت أول قصة قصيرة لها باللغة الفرنسية للمشاركة في مسابقة الفرنكوفونية التي تنظمها السفارة الفرنسية بالسودان سنويًا لطلاب الجامعات في شهر مارس التي أتاحت لها زيارة فرنسا لأول مرة، وهي تجربة تركت أثرًا في مسيرتها.
استمرت في الكتابة بالفرنسية لسنوات، في إطار سعيها لإتقانها، قبل أن تقرر الانتقال إلى الكتابة باللغة العربية عام 2013م. جاء هذا القرار بعد انتهائها من روايتها الأولى بالفرنسية، التي لا تزال محفوظة في أدراجها

## تعليمها
- درست آداب لغة فرنسية من جامعة النيلين بالخرطوم خريجة العام 2006.
- حصلت على ماجستير العلوم الإنسانية من جامعة "كليرمون فيران - Clermont-Ferrand" بفرنسا عام 2013 [3]

## أعمالها المنشورة
- مجموعة القصصية تحمل عنوان الدعامي التائه، والصادرة عن دار عندليب للتوزيع والنشر.

تتناول هذه المجموعة القصصية الحرب في السودان وتأثيراتها العميقة على المجتمع السوداني، وتستعرض المجموعة آثار الحروب والتحديات التي تواجه الأفراد نتيجةً للتهجير والنزاعات، وكيف تُشكّل هذه التجارب هويتهم وشعورهم بالانتماء، وهي ثالث مجموعة قصصية لها ضمن مسيرتها الأدبية.
- رواية صنعاء القاهرة الخرطوم نشرتها الدار المصرية السودانية الإماراتية ضمن مبادرة غلمان الأدب

رواية رومانسية، اجتماعية، تتحدث عن التمزق بين العاطفة والعقل، والحب والزواج، والعادات والتقاليد، والتاريخ والثورات  سميت الرواية تيمنا بأحداث حرب اليمن الأخيرة و ذكريات مرورها بالقاهرة عند زياراتها للخرطوم لقضاء الإجازة مع الاسرة ، كانت الرواية ستستمى “الكويت - القاهرة - الخرطوم”، وذلك لوجود كثير من ذكريات طفولتها في مدينة الكويت
- مجموعة قصصية خلف الجسر نُشرت مع دار حروف منثورة للنشر والتوزيع

مجموعة قصصية تجمع بين الفانتازيا والواقعية، تتناول موضوعات متعددة تتقاطع بين الخيال والحياة المعاشة. تسلط القصص الضوء على قضايا جوهرية مثل قانون الكارما، الهجرة والبحث عن الهوية، الحروب وويلاتها، آلام الحب والهجران، إضافةً إلى التأمل في فكرة الأبدية ورحلة البحث عن الصفاء والخلو. من خلال شخصياتها المتباينة وأحداثها المتشابكة، تفتح المجموعة نوافذ على عوالم تتراوح بين الحلم والواقع، حيث يمتزج المصير الإنساني بالأقدار الغامضة والأسئلة الوجودية العميقة.
- مجموعة قصصية مخاض عسير نُشرت مع دار مقام للنشر والتوزيع

تضم المجموعة اثنتي عشرة قصة قصيرة، تعكس تجارب شخصيات من مختلف فئات المجتمع، وتتناول قضايا الحب والفقد، الهجرة واللجوء، الفقر والضرائب، إضافةً إلى تعدد الزوجات والغيرة. تتقاطع مصائر الأبطال مع أحداث كبرى مثل الثورة السودانية، احتجاجات السترات الصفراء، الحرب السورية، وجائحة كورونا. تدور أغلب القصص بين باريس والخرطوم، وتمتد إلى مدن أخرى مثل الفاشر، دمشق، البندقية، وشندي، مما يمنحها بُعدًا جغرافيًا وإنسانيًا واسعً
- رواية سهام أرتميس [7] نُشر مع دار مسعى للنشر والتوزيع[1]

سهام أرتميس هي حكاية المهاجرين والمهجّرين، حيث تتقاطع مصائر من غادروا أوطانهم قسرًا مع من اختاروا الرحيل بإرادتهم. تتجلى في الرواية تلك العلاقة الخفية بين التهجير القسري والهجرة الطوعية، وبين البحث عن الهوية والصوت والصورة أمام الذات قبل أن تكون أمام الآخر، أيّ آخر.
بين زمنين متباعدين—وادي حلفا في زمن التهجير، والواقع المعاصر—تنسج تسنيم طه روايتها في تردد زمني متقاطع. تترك لكل شخصية حرية رسم ملامحها وحكايتها، لينسج الحدث خيوطه في تفاعل حي بين الماضي والحاضر، هناك وهنا، في أماكن متعددة، تعكس شتات التجربة الإنسانية.

## الجوائز
- جائزة مَنْف للآداب العربية عام 2020 عن رواية خلف الجسر
- جائزة تراجم للكتابة الإبداعية لعام 2021 عن رواية مخاض عسير
- المركز الثالث في جائزة كيميت للرواية العربية لعام 2020 ومن ثم جائزة الدار المصرية السودانية الإماراتية عن رواية صنعاء القاهرة الخرطوم[1]
- المركز الأول في جائزة فريد رمضان للرواية العربية لعام 2022 عن سهام أَرْتِميس[3]

## وصلات خارجية
- "الدعامي التائه" لتسنيم طه.. قصص من أعماق الحرب السودانية
- خالد منصور مع الكاتبة السودانية تسنيم طه 26 سبتمبر 2023
- #مرافئ | مع الكاتبة والروائية السودانية تسنيم طه | إعداد وتقديم عيسى العزب
- الكاتبة تسنيم طه حول روايتها "صنعاء القاهرة الخرطوم" حوار د.إشراقة مصطفى حامد. تقديم أ.مقبول الرفاعي
- لقاء الكاتبة و الروائية السودانية تسنيم طه | خطوات على النيل الثقافية